# Calvin Henry Kauffman
Calvin Henry Kauffman (ur. 1 marca 1869 w Lebanon, zm. 14 czerwca 1931 w Ann Arbor) – amerykański botanik i mykolog.
Urodził się w Lebanon w stanie Pensylwania w USA. Studiował na Uniwersytecie Harvarda, Uniwersytecie Wisconsin w Madison i na Uniwersytecie Cornella. Doktorat uzyskał na Uniwersytecie Michigan i z uniwersytetem tym związał się do końca życia. W 1904 r. rozpoczął w nim pracę jako asystent na katedrze botaniki, w 1912 r. uzyskał tytuł profesora nadzwyczajnego, a w 1923 został profesorem zwyczajnym. Od 1921 r. był dyrektorem University of Michigan Herbarium. Zmarł w Ann Arbor w wieku 62 lat.
Podczas kariery naukowej specjalizował się w badaniach grzybów. M.in. opracował listę grzybów stanu Michigan i zajmował się badaniem mykoryzy.
Opisał nowe gatunki grzybów. W nazwach naukowych utworzonych przez niego taksonów dodawane jest jego  nazwisko Kauffmann.